# Shin Angyo Onshi
Shin Angyo Onshi (신암행어사, Shin Amhaengeosa) es un manhwa escrito por In-Wan Youn e ilustrado por Kyung-Il Yang en la revista mensual Sunday GX. Una película animada fue realizada en 2004. La historia, que busca su inspiración en historias tradicionales coreanas y hechos históricos, trata sobre la vida de un antiguo agente secreto del Gobierno que viaja por su país destruido buscando a los responsables de la destrucción. La serie acabó en 2007 con el volumen 17.